# ピット島
ピット島 (ピットとう、Pitt Island) もしくはRangiauriaは、チャタム諸島で二番目に大きい島である。ニュージーランド領で、ニュージーランド本土の800km西の、南緯44度18分01秒、西経176度13分14秒の南太平洋にある。
ピット島はチャタム諸島最大のチャタム島から南西方向に存在する島。同諸島で2番目の大きさではあるがチャタム島より遙かに小さく、その面積は65km2で、人口は38人（2011年時点）である。小山のような島で、もっとも高い地点 (Waihere) は、標高241mである。
この島は1790年にウィリアム・ロバート・ブロートンの船であるHMS・チャタムの乗組員が最初に発見した。この島は初代チャタム伯ウィリアム・ピットにちなんで名付けられた。
一般人が居住する地域としては世界で最も早く初日の出が見られる場所である。現地時間（UTC+13:45）で5時49分頃。